# Rolling Stone
Rolling Stone je američki časopis posvećen u prvom redu glazbi, politici, i fenomenima popularne kulture.
Časopis je počeo izlaziti 1967. u San Franciscu, isprva kao dvotjednik, u doba kad je San Francisco bio sjedište kontrakulture (hippie kulture). Vrlo brzo postao je najutjecajniji američki glazbeni časopis. Kritike i osvrti, koje je objavljivao Rolling Stone, stvarali su ili rušili karijere mnogih glazbenika. Rolling Stone od listopada 2013. izlazi i za hrvatsko tržište.

## Povijest magazina
Časopis je osnovao Jann Wenner, koji je i danas vlasnik i izdavač (s kapitalom od navodno svega posuđenih 7500 $) uz pomoć glazbenog kritičara Ralpha J. Gleasona. Časopis se ubrzo odvojio od brojnih tadašnjih underground novina sličnog karaktera i tadašnjeg gonzo novinarstva u svijetu glazbe i pop kulture, svojom ozbiljnošću i kvalitetom tekstova.
Gonzo novinarstvo je favoriziralo subjektivni stil ispred objektivne suštine, uz učestalu uporabu sarkazma, humora, psovki i stilskih pretjerivanja.
Časopis su proslavili njegovi serijali, između ostalog i veliki o Patty Hearst, bogatoj američkoj nasljednici i lažnoj žrtvi otmice, ona je istovremeno bila i članica subverzivne političke grupe (Symbionese Liberation Army) koja ju je otela i tražila novac za puštanje na slobodu. U svakom slučaju otmica Patty Hearst,  bio je veliki medijski događaj u SAD-u sedamdesetih godina, a ekskluzivni serijal donio je časopisu Rolling Stone, mnoge čitatelje i povećao utjecaj u društvu.

## Vanjske poveznice
- Službeni portal časopisa Rolling Stone